# Campeonato Mundial de Ciclocrós de 2009
El LX Campeonato Mundial de Ciclocrós se celebró en Hoogerheide (Países Bajos) el 1 de febrero de 2009 bajo la organización de la Unión Ciclista Internacional (UCI) y la Federación Neerlandesa de Ciclismo.

## Medallistas
| Evento    | Oro                         | Plata                           | Bronce                           |
| --------- | --------------------------- | ------------------------------- | -------------------------------- |
| Masculino | Niels Albert · Bélgica      | Zdeněk Štybar · República Checa | Sven Nys · Bélgica               |
| Femenino  | Marianne Vos · Países Bajos | Hanka Kupfernagel · Alemania    | Katherine Compton Estados Unidos |

### Masculino
| Puesto            | Ciclista            | País            | Tiempo  |
| ----------------- | ------------------- | --------------- | ------- |
| Medalla de oro    | Niels Albert        | Bélgica         | 1:02:24 |
| Medalla de plata  | Zdeněk Štybar       | República Checa | 1:02:46 |
| Medalla de bronce | Sven Nys            | Bélgica         | 1:03:02 |
| 4                 | Bart Wellens        | Bélgica         | 1:03:34 |
| 5                 | Francis Mourey      | Francia         | 1:03:47 |
| 6                 | Kevin Pauwels       | Bélgica         | 1:03:47 |
| 7                 | Sven Vanthourenhout | Bélgica         | 1:03:48 |
| 8                 | Simon Zahner        | Suiza           | 1:03:48 |

### Femenino
| Puesto            | Ciclista                   | País           | Tiempo |
| ----------------- | -------------------------- | -------------- | ------ |
| Medalla de oro    | Marianne Vos               | Países Bajos   | 42:39  |
| Medalla de plata  | Hanka Kupfernagel          | Alemania       | 42:40  |
| Medalla de bronce | Katherine Compton          | Estados Unidos | 42:41  |
| 4                 | Sanne van Paassen          | Países Bajos   | 43:08  |
| 5                 | Caroline Mani              | Francia        | 43:08  |
| 6                 | Sanne Cant                 | Bélgica        | 43:08  |
| 7                 | Daphny van den Brand       | Países Bajos   | 43:09  |
| 8                 | Mirjam Melchers-Van Poppel | Países Bajos   | 43:09  |